# بيانلوتشة
بيانلوتشة هي قرية في مقاطعة مراغة، إيران. عدد سكان هذه القرية هو 399 في سنة 2006.